# Alois Thomas
Alois Thomas (* 18. Januar 1896 in Klotten an der Mosel; † 20. April 1993 in Trier) war ein deutscher römisch-katholischer Geistlicher, Theologe und Archivar.

## Leben

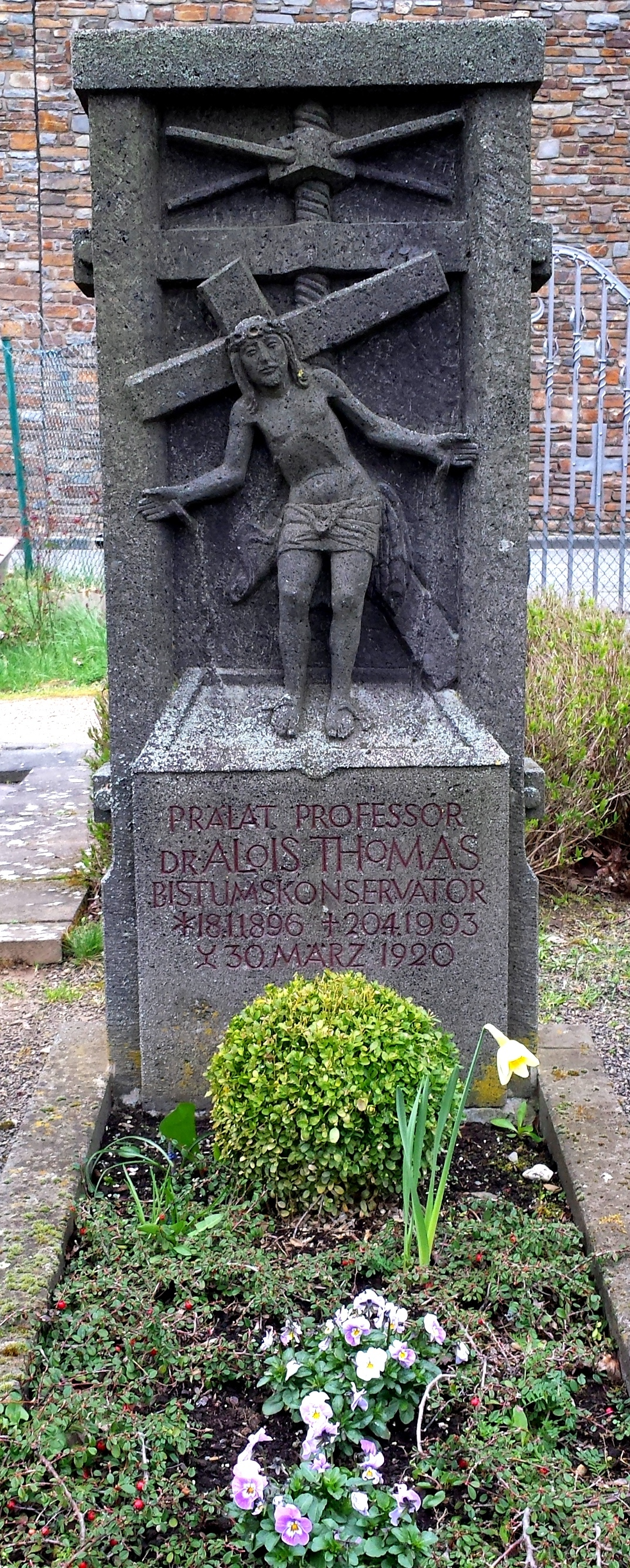
Grab von Alois Thomas in Klotten. Die Darstellung "Christus in der Kelter" war Thema seiner Dissertation.

Alois Thomas studierte Theologie und Philosophie in Innsbruck und Freiburg im Breisgau. 1931 wurde er mit der Arbeit Die Theologie des mystischen Kelterbildes bei Joseph Sauer in Freiburg zum Dr. theol. promoviert. An der Pontificia Accademia Romana di Archeologia in Rom absolvierte er ein Studium der Christlichen Kunstgeschichte. Er nahm als Sanitäter am Ersten Weltkrieg teil.
Nach seiner Priesterweihe 1920 war er zunächst in der Seelsorge tätig. Da man ihm jedoch aufgrund gesundheitlicher Probleme keine lange Lebenserwartung zusprach, suchte man eine andere Aufgabe für ihn: Am 15. April 1936 wurde er zum Archivar am Bischöflichen Generalvikariat Trier und am 4. August 1936 schließlich zum ersten Diözesanarchivar des Bistums Trier ernannt. Er baute aus verschiedenen Beständen, darunter das Archiv des Domkapitels und Akten des Bischöflichen Generalvikariates seit der Neuumschreibung der Diözese Trier im Jahre 1821, ein umfassendes Archiv auf. Er sicherte die Archivalien in einem Bunker beim Trierer Dom vor der Zerstörung im Zweiten Weltkrieg. Auch die Thorarollen der Jüdischen Gemeinde Trier rettete Thomas vor der Vernichtung durch die Nationalsozialisten, verbarg sie im Bistumsarchiv und übergab sie nach dem Krieg der wiedergegründeten Gemeinde. Am 23. Februar 1987 ging er in den Ruhestand, sein Nachfolger wurde Martin Persch.
Nach dem Zweiten Weltkrieg war er zunächst Dozent am Priesterseminar Trier, ab Herbst 1950 an der Theologischen Fakultät Trier. Am 1. Juni 1952 habilitierte er sich mit der Schrift Maria der Acker und die Weinrebe in der Symbolvorstellung des Mittelalters. Am 1. September 1957 wurde er zum außerordentlichen Professor für Christliche Kunst und Kirchliche Denkmalpflege ernannt. Im Jahr 1960 war er federführend an der Gründung des bis heute aktiven Katholischen Studentenvereins Egbert im KV zu Trier beteiligt und wurde zu dessen Ehrenphilister.
Bereits 1952 hatte Thomas das Amt des Bistumskonservators im Bistum Trier übernommen und war als solcher häufig mit der Wiederherstellung kriegsbeschädigter Kirchen und Erweiterung zu klein gewordener Gotteshäuser befasst, wurde jedoch auch als (Kunst-)Sachverständiger bei Neubauplanungen und Anschaffung neuer kirchlicher Ausstattungsstücke herangezogen. Sein Nachfolger wurde 1966 Franz Ronig. 

## Ehrungen
1963 wurde er von Kardinal-Großmeister Eugène Tisserant zum Ritter des Ritterordens vom Heiligen Grab zu Jerusalem ernannt und am 7. Dezember 1964 im Kölner Dom durch Lorenz Kardinal Jaeger, Großprior des Ordens, investiert. 1976 wurde er zum Komtur des Ordens ernannt und war dessen Prior der Trierer Komturei. Er wurde mit dem Großen Verdienstkreuz des Verdienstordens der Bundesrepublik Deutschland geehrt. Er wurde zum Päpstlichen Hausprälaten ernannt.

## Schriften
- Das Urbild der Gregoriusmesse. 1933.
- Die Theologie des mystischen Kelterbildes. L. Schwann, Düsseldorf 1935.
- Die Darstellung Christi in der Kelter. Eine theologische und kulturhistorische Studie. Zugleich ein Beitrag zur Geschichte und Volkskunde des Weinbaus. L. Schwann, Düsseldorf 1936; unveränderter Nachdruck 1981.
- Peter Alois Gratz. Ein Führer der Reformbewegung unter Bischof Hommer von Trier. 1947.
- Vom heiligen Trier. 1950.
- Maria der Acker und die Weinrebe in der Symbolvorstellung des Mittelalters. 1952.
- Der Künstler des Segensis-Epitaphs in Trier-Liebfrauen. 1962.
- Die christlichen Reformbestrebungen im Bistum Trier unter Bischof Josef von Hommer. Bachem 1971.
- Josef von Hommer: Meditationes in vitam meam peractam. Eine Selbstbiographie. Hrsg., übersetzt und kommentier von Alois Thomas. Gesellschaft für Mittelrheinische Kirchengeschichte, Mainz 1976.
- Die illuminierten Gradualien des 15. und 16. Jahrhunderts im Bistumsarchiv Trier. 1980.
- Kirche unter dem Hakenkreuz. Erinnerungen und Dokumente. Paulinus-Verlag, Trier 1992, ISBN 3-7902-0091-3.